# Gossembrot (Patriziergeschlecht)

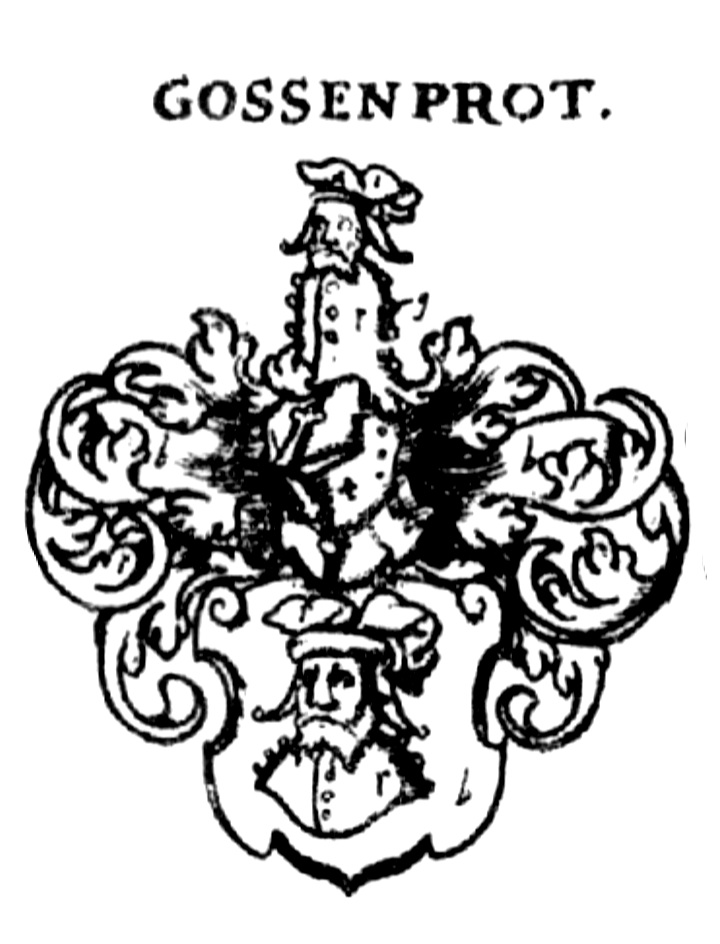
Stammwappen der Gossembrot in Johann Siebmachers Wappenbuch, Nachfolgebände 9/10, um 1701/1705

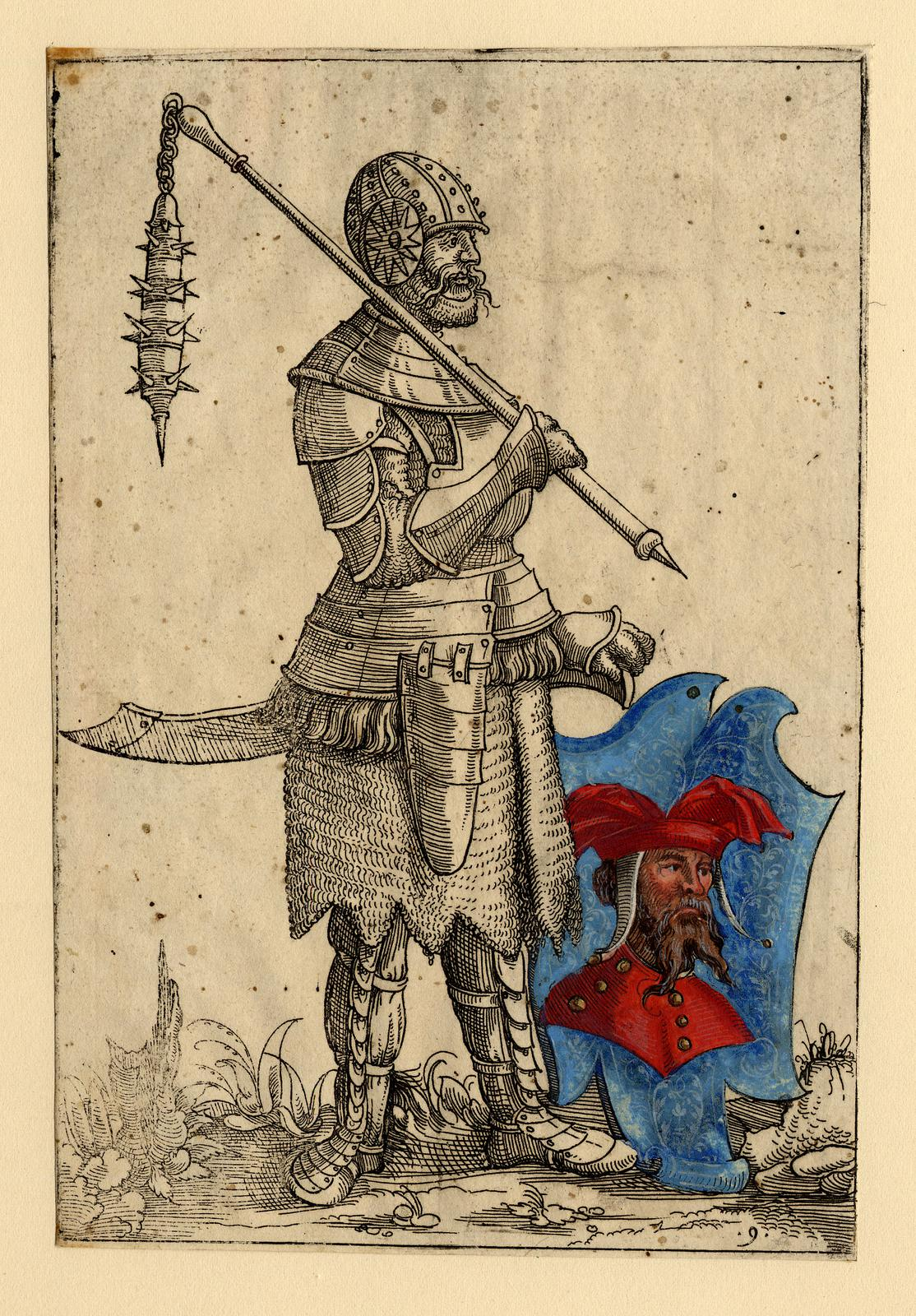
Die Gossembrot, Buch-Illustration von Hans Burgkmair, um 1545

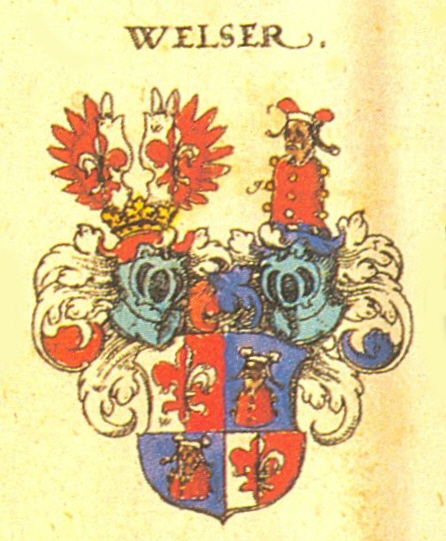
Gemehrtes Wappen der Welser nach Siebmacher

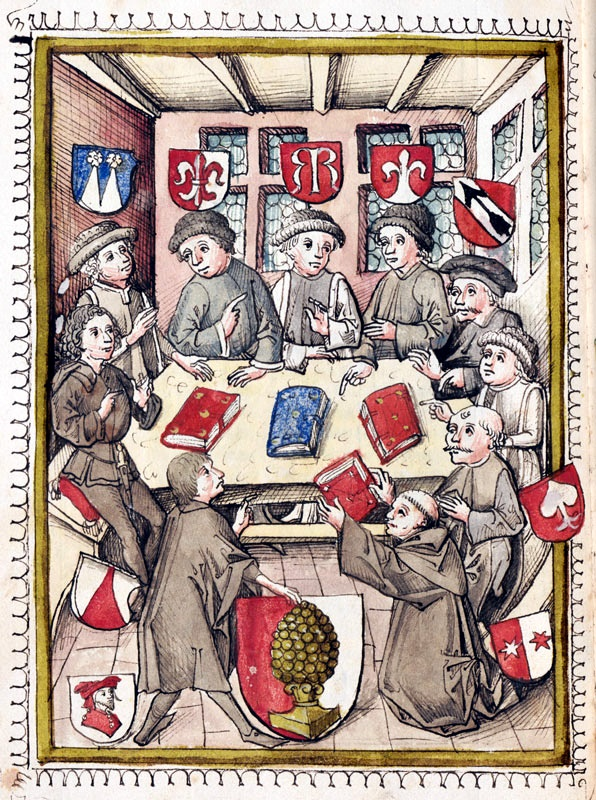
Der Augsburger Rat mit den Gossembrot unten links, aus Sigismund Meisterlins Augsburger Stadtchronik

Gossembrot (auch Goßenbrot, Gossenbrot, Begossenbrot) war der Name eines alten Augsburger Patriziergeschlechtes, welches 1502 im Mannesstamm erlosch.

## Geschichte
Die Gossembrot, seit Anfang des 14. Jahrhunderts belegt, gehörten zu den ältesten und angesehensten Geschlechtern der Reichsstadt Augsburg. Mitglieder waren dort traditionell als Kaufleute tätig. Ein Zweig der den Zünften angehörte, ging dem Gewerbe des Kramers und Salzfertigers nach.
Bereits vor Einführung der Zünfte bekleidete 1282 Hans und 1344 Albrecht Gossembrot das Amt des Stadtpflegers. 1373 erschienen Albrechts Söhne Heinrich, Marquard und Hans. Letzter fungierte 1373 als Bürgermeister und Hauptmann des schwäbischen Städtebundes. Der der Zünfte angehörende Zweig starb mit Berchtold Gossembrot in den 1410er Jahren aus. Sigismund Gossembrot wurde von 1484 bis zu seinem Tode 1500 mehrmals zum Bürgermeister ernannt. Dessen einzige Tochter Ursula, letzte Trägerin des Namens und Wappens ihres Geschlechts, heiratete 1488 Lukas Welser, der das Wappen seiner Frau seinem eigenen beifügte.
Sigismunds Bruder Georg Gossembrot, mit dem der männliche Stamm der Gossembrot erlosch, diente Kaiser Maximilian I. als Rat und Pfleger zu Ehrenberg. 1499 erhielt er den Reichsadelsstand. Seine Witwe Radegund rief 1508 in Augsburg eine Stiftung für zwölf arme Bürger ins Leben. Zu den Landgütern der Familie zählten Pfersee, welches 1476 Wilhelm Gossembrot von Wilhelm Rebhuhn erworben hatte, die von Georg Gossembrot gekaufte Hofmark Epfach und Untermeitingen. Das Augsburger Stammhaus in der Judengasse (heutige Karolinenstraße), gegenüber der St.-Leonhards-Kapelle wurde 1424 durch einen Brand zerstört.

## Genealogie
- Hans Gossembrot († 1384); ⚭ Elisabeth Bach
  - Sigismund I. Gossembrot († 1418); ⚭ Anna Minner
    - Sigmund II. Gossembrot (1417–1493); ⚭ Ursula Arzt
      - Ulrich Gossembrot († 1465)
      - Georg Gossembrot (1445–1502); ⚭ Radegundis Eggenberger
        - Sybilla Gossembrot (1479–1521); ⚭ Ludwig von Freyberg

      - Sigismund III. Gossembrot († 1500); ⚭ Anna Rehlinger
        - Ursula Gossembrot; ⚭ Lukas Welser

      - Anna Gossembrot; ⚭ Konrad Rehlinger
      - Agatha Gossembrot
      - Ursula Gossembrot; ⚭ Georg Grander
      - Sybilla Gossembrot; ⚭ Leonhard Langenmantel

    - Hans Gossembrot; ⚭ NN
      - Wilhelm Gossembrot († 1484)

## Galerie

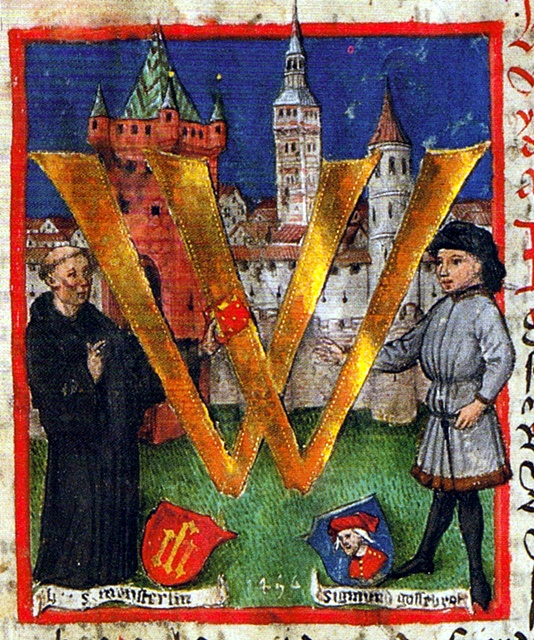
Sigismund Gossembrot rechts (1417–1493), von Sigismund Meisterlin, 1458
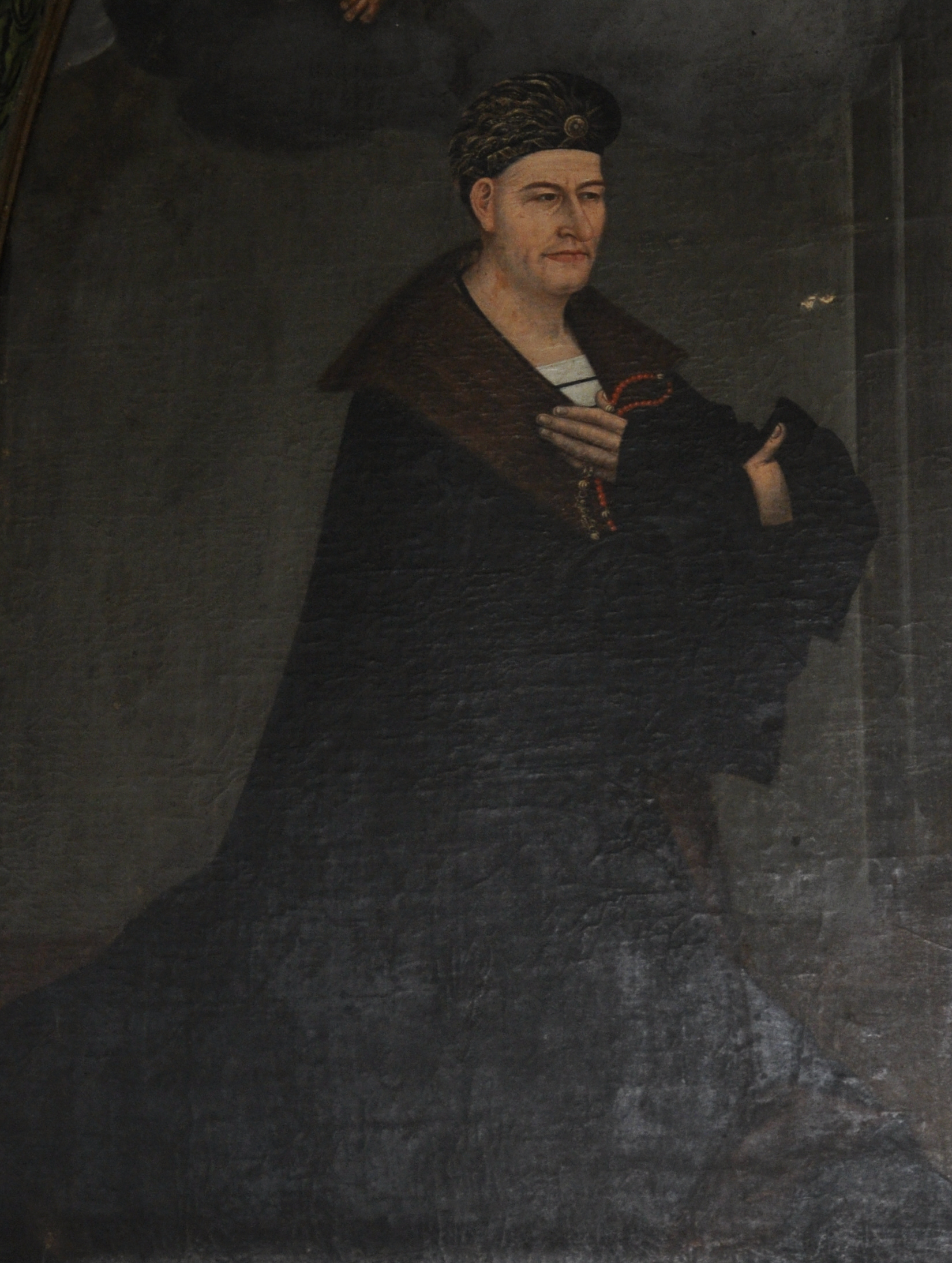
Georg Gossembrot (1445–1502), von Johann Conrad Sichelbein, 1615
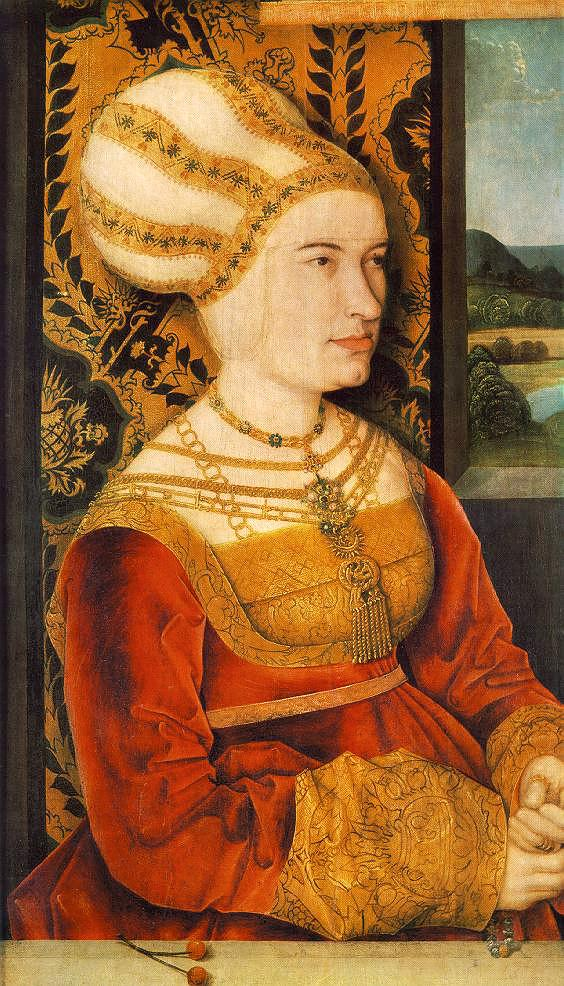
Sybilla von Freyberg, geb. Gossembrot (1479–1521)
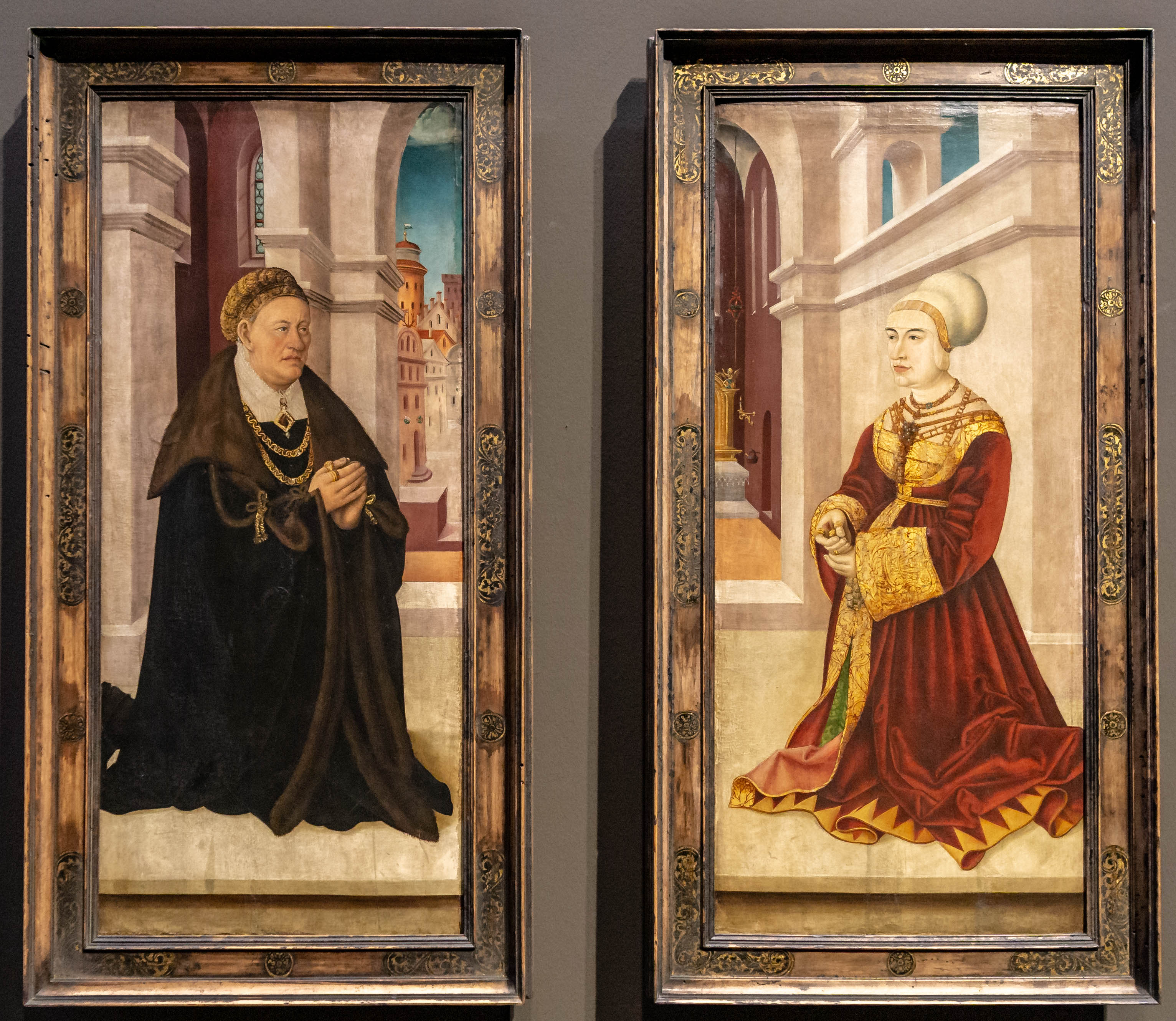
Ludwig von Freyberg (1468–1545) und Sybilla geb. Gossembrot (1479–1521), von Martin Schaffner, ca. 1521